# NGC 3743
NGC 3743 (również PGC 35855) – galaktyka eliptyczna (E-S0), znajdująca się w gwiazdozbiorze Lwa. Odkrył ją Ralph Copeland 18 marca 1874 roku.